# Приморский углозуб
Приморский углозуб (лат. Salamandrella tridactyla) — хвостатое земноводное из семейства углозубов.

## Распространение
Распространён на Дальнем Востоке: в Приморском крае, Еврейской АО, на юге Хабаровского края. Обитает в широколиственных и смешанных лесах, также на разнотравных лугах.

## Генетические исследования
Время дивергенции видов S. tridactyla (schrenckii) и S. keyserlingii рода Salamandrella по данным исследования ядерной ДНК оценивается в 7,0 млн лет. Согласно результатам анализа митохондриальной ДНК, S. tridactyla (schrenckii) был обнаружен на территории Приморья и Хабаровского края по долине реки Уссури, а также на территории провинции Гирин и Хэйлунцзян (КНР) и равнинной части Еврейской АО. Географической границей, разделяющей два вида на территории КНР, является река Сунгари (Сунхуацзян).